# Canon EOS

Canon EOS

Canon EOS (Electro-Optical System) — фотосистема, включающая как малоформатные плёночные, так и цифровые фотоаппараты с автофокусом, выпущенные компанией Canon. Семейство Canon EOS включает как однообъективные зеркальные, так и беззеркальные фотоаппараты. Первой камерой фотосистемы стала Canon EOS 650, представленная на рынке в 1987 году.
Аббревиатура EOS созвучна с именем Эос (англ. Eos) — богини зари в древнегреческой мифологии. Одновременно это обозначение служит аббревиатурой английского словосочетания Electro-Optical System.

## Камеры EOS

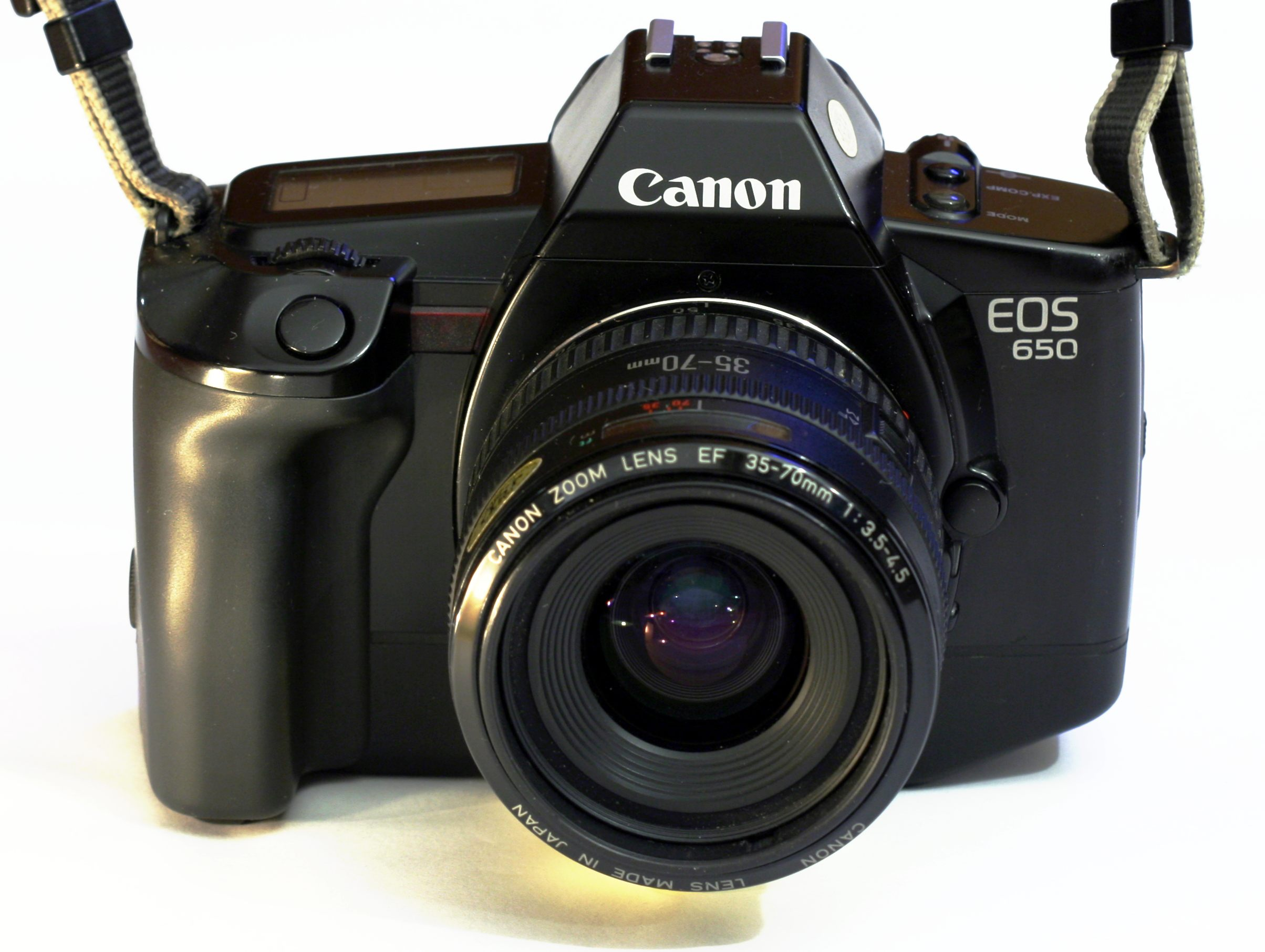
Canon EOS 650. Первая камера Canon EOS.

C 1987 года компания Canon выпустила на рынок большое количество цифровых и плёночных зеркальных камер системы EOS.

### Система названий моделей
Все камеры Canon EOS имеют в своём названии слово EOS, а также комбинацию символов и цифр:
- Цифровые камеры EOS имеют в названии букву D (Digital, например Canon EOS 350D).
- Камеры, имеющие в названии модели 3 или 4 цифры (Canon EOS 400D, Canon EOS 1000D и т. д.) относятся к продуктам, ориентированным на начинающих фотолюбителей.
- Камеры, имеющие в названии одну или две цифры, но не начинающиеся на единицу, относятся к категории полупрофессиональных: Canon EOS 33V, Canon EOS 30D и др.

Как указано на официальном сайте Canon, цифровые камеры EOS делятся на следующие категории (данные 2018 года):
- EOS для начинающих:  EOS 1300D,  EOS 2000D,  EOS 4000D,  EOS 200D,  EOS 750D,  EOS 800D.
- EOS для энтузиастов:  EOS 77D,  EOS 80D,  EOS 90D,  EOS 7D Mark II,  EOS 6D,  EOS 6D Mark II.
- EOS для профессионалов:  EOS 5D Mark III,  EOS 5D Mark IV,  EOS 5DS,  EOS 5DS R,  EOS-1D X Mark II.
- Беззеркальные камеры EOS:  EOS M,  EOS R.

### Плёночные 35-мм камеры EOS
| Модель (США)              | Модель (Европа)    | Модель (Япония)    | Дата появления |
| ------------------------- | ------------------ | ------------------ | -------------- |
| EOS 650                   | EOS 650            | EOS 650            | Март 1987      |
| EOS 620                   | EOS 620            | EOS 620            | Май 1987       |
| EOS 750                   | EOS 750            | EOS 750            | Октябрь 1988   |
| EOS 850                   | EOS 850            | EOS 850            | Октябрь 1988   |
| EOS 630                   | EOS 600            | EOS 630 QD         | Апрель1989     |
| EOS-1                     | EOS-1              | EOS-1              | Сентябрь 1989  |
| EOS RT                    | EOS RT             | EOS RT             | Октябрь 1989   |
| EOS 10S                   | EOS 10             | EOS 10 QD          | Март 1990      |
| EOS 700                   | EOS 700            | EOS 700 QD         | Март 1990      |
| EOS Rebel/Rebel S         | EOS 1000F QD       | EOS 1000 QD        | Октябрь 1990   |
| EOS 10S commemorative kit | EOS 10             | EOS 10 QD          | Август 1991    |
| EOS Elan                  | EOS 100            | EOS 100 QD         | Август 1991    |
| EOS Rebel II/SII          | EOS 1000FN QD      | EOS 1000S QD       | Март 1992      |
| EOS A2/A2e                | EOS 5              | EOS 5 QD           | Ноябрь 1992    |
| EOS Rebel XS              | EOS 500            | EOS Kiss           | Сентябрь 1993  |
| EOS Rebel X               | —                  | —                  | Ноябрь 1993    |
| EOS-1N                    | EOS-1N/1N HS/1N DP | EOS-1N/1N HS/1N DP | Ноябрь 1994    |
| —                         | EOS 5000           | EOS 888            | Январь 1995    |
| EOS-1N RS                 | EOS-1N RS          | EOS-1N RS          | Март 1995      |
| EOS Elan II/IIe           | EOS 50/50e         | EOS 55             | Сентябрь 1995  |
| EOS Rebel G               | EOS 500N           | New EOS Kiss       | Сентябрь 1996  |
| EOS IX                    | EOS IX             | EOS IX E           | Октябрь 1996   |
| EOS IX Lite               | EOS IX 7           | EOS IX 50          | Март 1998      |
| EOS 3                     | EOS 3              | EOS 3              | Ноябрь 1998    |
| —                         | EOS 3000           | EOS 88             | Март 1999      |
| EOS Rebel 2000            | EOS 300            | EOS Kiss III       | Апрель 1999    |
| EOS 1V                    | EOS 1V             | EOS 1V             | Март 2000      |
| EOS Elan 7/7e             | EOS 30             | EOS 7              | Октябрь 2000   |
| —                         | —                  | EOS Kiss III L     | Ноябрь 2001    |
| EOS Rebel XS N            | EOS 3000N          | Canon EOS 66       | Февраль 2002   |
| EOS Rebel Ti              | EOS 300V           | EOS Kiss 5         | Сентябрь 2002  |
| EOS Rebel K2              | EOS 3000V          | EOS Kiss Lite      | Сентябрь 2003  |
| EOS Elan 7N/7NE           | EOS 30V/33V        | EOS 7s             | Апрель 2004    |
| EOS Rebel T2              | EOS 300X           | EOS Kiss 7         | Сентябрь 2004  |

### Беззеркальные цифровые камеры EOS
В июне 2012 года компания Canon представила первый беззеркальный цифровой фотоаппарат семейства EOS — Canon EOS M, а в сентябре 2018 года — первый полнокадровый беззеркальный фотоаппарат Canon EOS R.

## Байонет EF

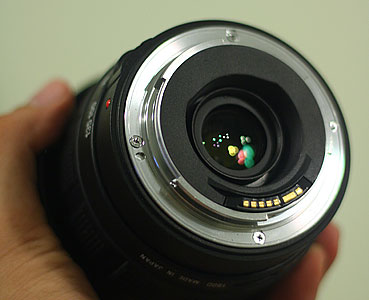
Электрические контакты на объективе Canon EF

Байонет Canon EF является основой линейки EOS и позволяет быстро менять установленный на фотоаппарате объектив, обеспечивая надёжное электрическое соединение его микропроцессора с камерой. Объективы EF обладают встроенным механизмом фокусировки и электромагнитным приводом диафрагмы.
Байонет EF несовместим с более старым стандартом Canon FD, обеспечивающим только механическое сопряжение приводов. По мере распространения цифровых фотоаппаратов с сенсором уменьшенного формата, появился байонет Canon EF-S, рассчитанный на укороченный задний отрезок более компактных объективов. Объективы стандарта EF совместимы с байонетом EF-S, но обратной совместимости нет, то есть объективы EF-S нельзя использовать с камерами, рассчитанными на EF.
В 2012 году представлена модификация байонета EF для беззеркальных камер EOS M — Canon EF-M; полнокадровая беззеркальная камера Canon EOS R получила байонет Canon RF с укороченным рабочим отрезком и увеличенным количеством контактов. Объективы стандарта EF совместимы с байонетом RF через переходник.

## Вспышки EOS

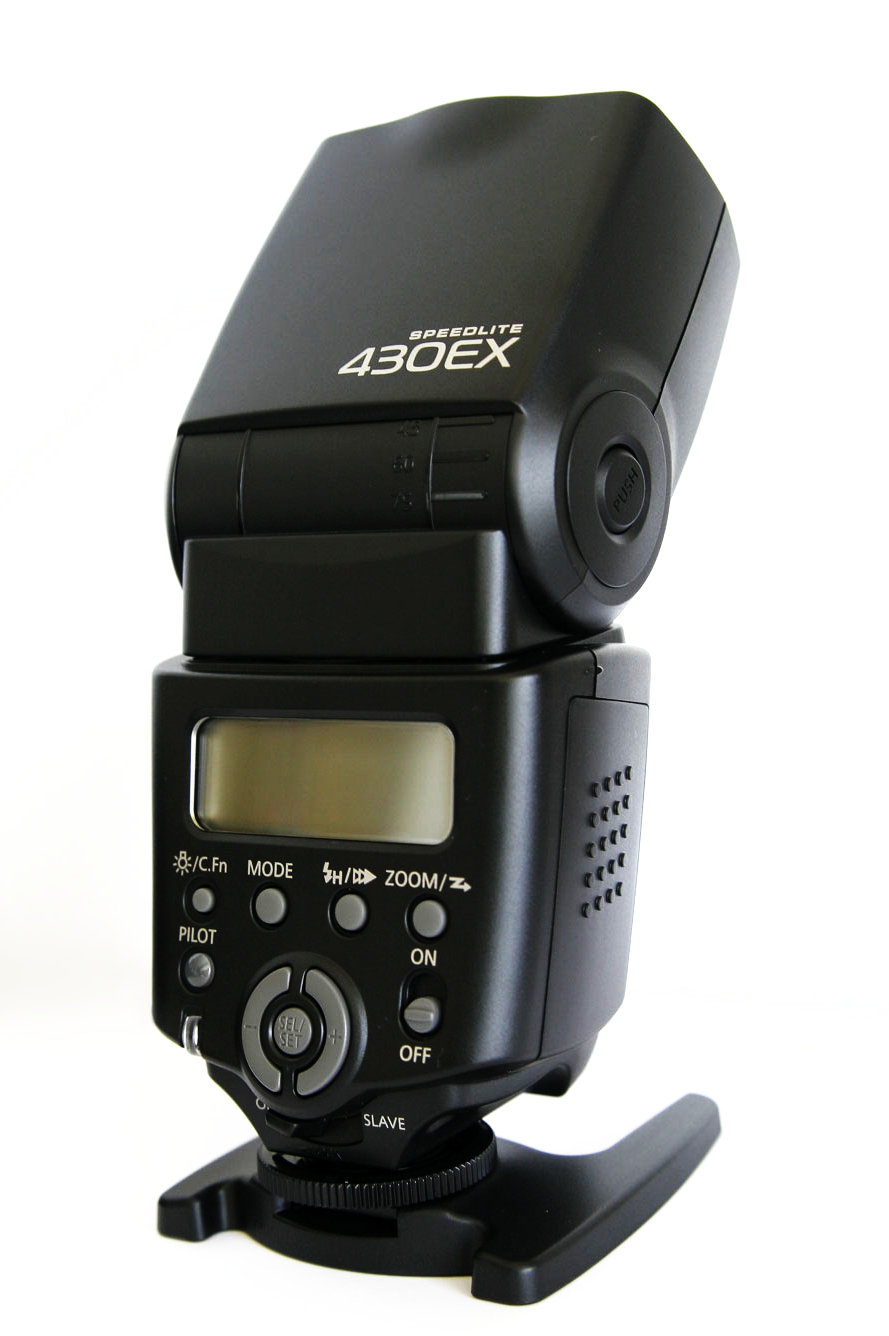
Вспышка Canon Speedlite 430EX

Ещё одной отличительной чертой камер EOS является возможность автоматического управления экспозицией импульсного освещения через объектив (TTL). Впоследствии данный стандарт эволюционировал в A-TTL, затем в E-TTL и, наконец, в E-TTL II.
Благодаря этой технологии камера работает с внешней вспышкой так же, как со встроенной. Поэтому владельцу камеры достаточно нажать на спуск — и камера автоматически рассчитает мощность вспышки и все необходимые параметры для съёмки.
x-TTL поддерживается вспышками серии Speedlite, выпускаемыми компанией Canon. Другие компании (такие как Sigma) также выпускают фотовспышки с поддержкой x-TTL.